# Stanković (wieś)
Stanković – wieś w Chorwacji, w żupanii dubrownicko-neretwiańskiej, w gminie Orebić. W 2011 roku liczyła 252 mieszkańców.